# The Arts Desk
The Arts Desk jsou britské novinářské webové stránky obsahující recenze, rozhovory, aktuality a další obsah související s hudbou, divadlem, televizí, filmem a ostatními formami umění, do něhož přispívají žurnalisté z celé řady tradičních i internetových publikací.
Web vznikl v září roku 2009 jako akciová společnost. Jeho čestným předsedou byl v letech 2010 až 2013 Sir John Tusa, dřívější ředitel BBC World Service a Barbican Arts Centre.
V roce 2012 web vyhrál cenu Online Media Award jako nejlepší specialista žurnalistiky (společně s webem The Economist).
Mezi významné přispěvatele patřili Aleks Sierz, Jasper Rees, Ismene Brown, Joe Muggs, Tom Birchenough, David Nice, Kieron Tyler a Alexandra Coghlan.